# San Martín de Valderaduey
San Martín de Valderaduey és un municipi de la província de Zamora a la comunitat autònoma de Castella i Lleó. Limita amb el de Villalpando.

## Demografia
| 1991 | 1996 | 2001 | 2004 |
| ---- | ---- | ---- | ---- |
| 103  | 112  | 90   | 86   |